# Grupo Empresarial Antioqueño
El Grupo Empresarial Antioqueño (GEA), también conocido como Sindicato Antioqueño, fue un conjunto de empresas más representativo y grande de Colombia. Fue concretado en 1978.
El GEA es normalmente asociado a 3 empresas: Grupo Argos, Grupo Sura y Grupo Nutresa (anteriormente conocido como Compañía Nacional de Chocolates). Aunque está compuesto por, aproximadamente, 125 compañías. Se trata de un conjunto de compañías que combina la expansión a otros países y la integración en los mercados de capital nacionales e internacionales con la defensa común de sus activos.
Estas tres compañías están listadas en la Bolsa de Valores de Colombia (BVC), y tienen en común que entre sus principales accionistas se encuentran los fondos privados de pensiones que gestionan ahorros de trabajadores afiliados. También desde hace varios años han hecho parte de forma consecutiva del Índice Mundial de Sostenibilidad Dow Jones (DJSI). Grupo Sura en la industria de Servicios Financieros Diversos y Mercados de Capitales; Grupo Argos en Materiales de Construcción; y Grupo Nutresa en Alimentos y Bebidas.
En 2025 inicio el proceso de disolución del grupo con encision de las inversiones cruzadas entre Grupo Sura y Grupo Argos.

## Compañías
Algunas empresas asociadas al GEA:
- Suramericana (filial)
- Grupo Corbeta
- Sura Asset Management S.A. (filial)
- Administradora de Fondos de Pensiones y Cesantías Protección S.A. (asociada)
- Bancolombia S.A. (asociada)
- Grupo Argos S.A. (asociada)
- Grupo Nutresa S.A. (asociada)
- Arus S.A. (filial)
- Hábitat Adulto Mayor S.A. (filial)
- Sura Ventures S.A. (filial)
- Enka de Colombia S.A. (asociada)
- Servicios Nutresa
- Carboneras de Los Andes
- Comercial Nutresa
- Compañía Nacional de Chocolates Costa Rica
- Compañía Nacional de Chocolates de Perú
- Nutresa México
- Compañía de Galletas Noel
- Fehr Foods EE. UU
- Compañía de Galletas Pozuelo D.C.R.
- Industria de Alimentos Zenú
- Novaventa
- La Recetta
- Setas Colombianas
- Colcafé
- Tropical Coffee Company
- Meals de Colombia
- Pastas Doria
- Rica Rondo
- Frigorífico Suizo
- Café La Bastilla
- Hermo de Venezuela
- Ernesto Berard Panamá
- Blue Ribbon Panamá
- Frigorífico Continental
- Tecniagro
- Comarrico
- Hamburguesas El Corral
- Alimentos Cárnicos - (Cunit-Rica)
- CremHelado
- Schadel Ltda
- Fabricato
- Odinsa
- Celsia
- Cementos Argos
- Cementos Colón
- HV Televisión
- Corp. Incem
- Port Royal
- CINA
- Savannah Cement
- Southern Star Concrete, Inc.
- Concrete Express
- Ready Mixed Concrete
- Internacional Ejecutiva de Aviación S.A.S - Interejecutiva